# Julie Salinger (Sängerin)
Julie Salinger (geboren am 6. Juni 1873 in Sárvár, Österreich-Ungarn als Julia Frieda Ziemann oder Zeman; gestorben am 12. April 1947 in Berlin) war eine ungarisch-deutsche Opernsängerin (Sopran).

## Leben
Julie Salinger war von 1894 bis 1933 als Opernsängerin vor allem in Hamburg tätig und wurde als Königlich-preußische Kammersängerin ausgezeichnet. Sie besaß die deutsche Staatsbürgerschaft. Sie hatte zwei uneheliche Söhne mit Prinz Heinrich von Preußen, Bruder des deutschen Kaisers Wilhelm II: Otto Graf von der Schulenburg und Gustav Graf von der Schulenburg. Ihre Ehe mit Max Schlesinger war geschieden.
Während des Ersten Weltkriegs war sie Lazarettschwester in Hamburg und erhielt als Auszeichnung den Roten Adlerorden IV. Klasse.
Am 17. Juni 1942 wurde sie als Jüdin in das Ghetto Theresienstadt deportiert. Im Theresienstadt-Konvolut ist sie als „A-Prominente“ aufgeführt. In dem nur fragmentarisch erhaltenen, 1944 erstellten Propagandafilm Theresienstadt von Kurt Gerron ist sie in einer kurzen Sequenz zu sehen.
Sie überlebte die Lagerhaft und verstarb 1947 im Jüdischen Krankenhaus in Berlin-Wedding.